# ウィンチェスター・カレッジ
ウィンチェスター・カレッジ（Winchester College）は「ザ・ナイン」と呼ばれるパブリックスクールのうち最古の伝統を誇る、1382年に創設されたイギリスのパブリックスクール。ハンプシャー州のウィンチェスターに位置する。
1382年にウィカムのウィリアム（中世イングランドの神学者・政治家・教育家）によって創設され、オックスフォード大学のニューカレッジと連合した。創立以来全寮制の男子校であったが、2022年9月から通学制および女子生徒の受け入れを開始した。
パブリックスクールの主流となる教育システムを形成し、イートン・カレッジや他のパブリックスクールの基盤となった。

## 教育
ウィンチェスター・カレッジは試験結果だけに着目せず、様々な知識を持った人材を育成することで有名である。
教育は試験対策のカリキュラムではなく、学生の興味を引き出し、自ら進んで学ぶことを目標としている。これより卒業までに大抵の学生は学士レベルを超えた能力を引き出すことができている。
もっとも名高い科目は「ディヴ」 (Div) と呼ばれるもので、毎日授業が行われている。
教師は各々選んだ専門的なトピックを教えることができる。（例：クロスワード、ギリシア哲学、アフリカ美術、ラザニアの作り方など幅広く学問外も行うことができる）

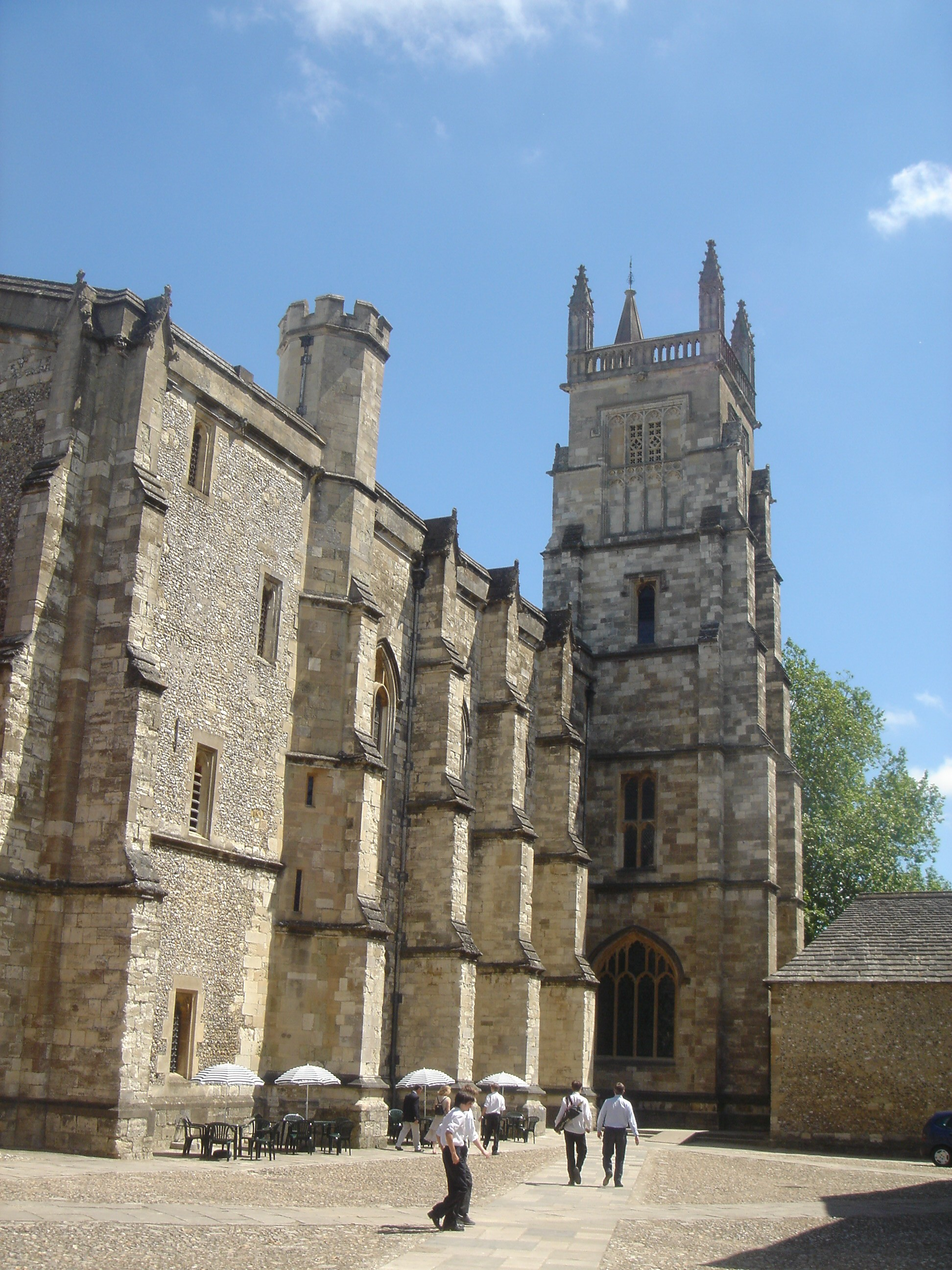
チャペル

その理由から、ウィンチェスター・カレッジでは多々異なる分野を学習することが可能で、イギリスに留まらず、世界的に名声のある学校として知られている学校の一つである。

## 入学
学校は全寮制で11の寮に分かれている。入学願書は8〜9歳の時に各々の希望の寮まで提出する。これらの願書は寮長により全て管理されている。志願者は面接と2種類のテストを受ける。言語と数字をいかに理解しているかを図るもので、寮長により合否が決められる。
入学の一年前に、上記の試験を合格した志願者だけに再び入学試験が行われる。
5年間の学費は25万ポンド（約4500万円）、入学数は1学年約130名である。イギリスの中でも非常に高い金額といえる。またパブリックスクールの中で唯一この独自の入学試験システムにて審査をしている。

## 主な卒業生（年代順）
- ヘンリー・アディントン：首相
- トマス・ケン：聖職者
- トーマス・ブラウン：著作家
- アントニー・アシュリー＝クーパー：哲学者、政治家
- ウィリアム・バックランド：聖職者、地質学者、古生物学者
- トーマス・アーノルド：教育家、歴史家
- ラウンデル・パーマー：政治家、法律家、貴族
- アンソニー・トロロープ：小説家
- マシュー・アーノルド：詩人、批評家
- フィリップ・スクレーター：鳥類学者
- エドワード・グレイ：政治家、外交官
- ウィリアム・ゴセット：統計学者
- フレデリック・セシジャー：政治家、貴族
- アルフレッド・ダグラス：作家、詩人、翻訳家、オスカー・ワイルドの同性の恋人として知られる詩人
- ゴッドフレイ・ハロルド・ハーディ：数学者
- アルフレッド・ジマーン：歴史学者、政治学者
- ヒュー・ダウディング：イギリス空軍の大将
- アーチボルド・ウェーヴェル：軍人、政治家、貴族

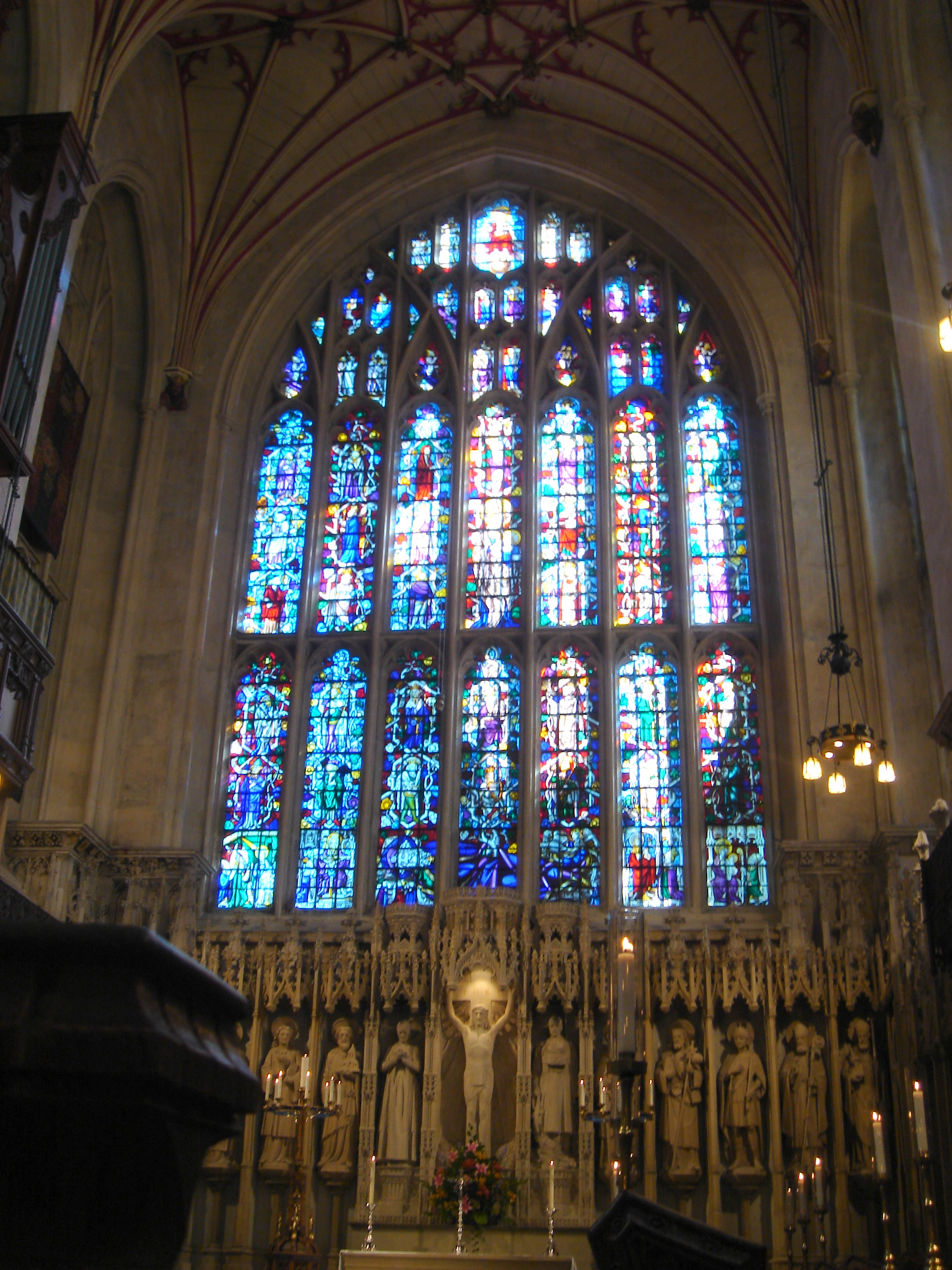
チャペルのステンドグラス

- スタッフォード・クリップス:労働党の政治家、財務大臣
- アームストロング・ギブズ：作曲家
- ジョージ・マロリー：登山家
- ジェフリー・トイ：指揮者、作曲家、オペラ演出家
- オズワルド・モズレー：ファシスト指導者
- マクスウェル・ウーズナム：オールラウンドスポーツマン
- アンソニー・アスキス：映画監督
- ヒュー・ゲイツケル：労働党党首、財務大臣
- ウィリアム・エンプソン：文学批評家、詩人
- リチャード・シング：化学者
- マーティン・ライト：ピークフローメーターの発明家
- ケネス・クラーク：美術史家
- コーリン・クラーク：経済学者
- ロバート・コンクエスト：歴史学者
- ジェームズ・ジョル：歴史家
- フリーマン・ダイソン：理論物理学者、宇宙物理学者
- マイケル・ダメット：哲学者

- ジェフリー・ハウ：政治家
- デイヴィッド・J・サウレス：物理学者

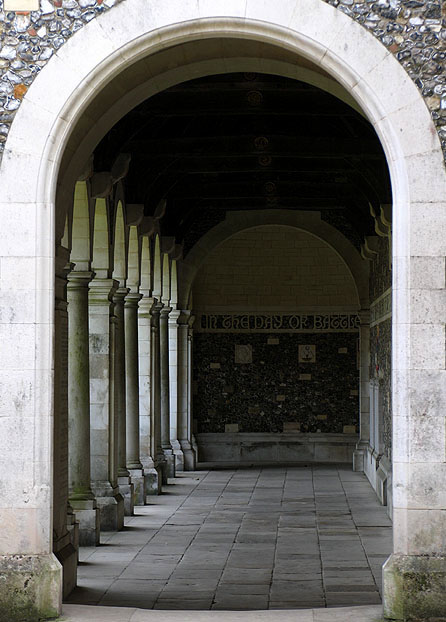
回廊

- リチャード・ウィリアムソン：伝統派カトリックの司教
- ティム・ブルック＝テイラー：コメディアン
- デヴィッド・ソスキス：経済学者
- アントニー・ビーヴァー：歴史作家
- アンソニー・ポーソン：科学者
- ジョナサン・ダンシー：哲学者
- ニック・カーター：現職イギリス国防参謀総長
- ジョス・ウィードン：著作家、脚本家、映画監督、エグゼクティブプロデューサー
- サイーフ・アリー・カーン：ボリウッドの俳優、プロデューサー
- ルパート・ワイアット：映画監督、脚本家
- ヒュー・ダンシー：俳優（父親は上記のジョナサン・ダンシー）
- リシ・スナック：政治家
- ジョニー・フリン：俳優、ミュージシャン
- トム・スターリッジ：俳優
- ハリー杉山：タレント、司会、モデル

Category:ウィンチェスター・カレッジ出身の人物も参照

## フィックションでの卒業生
- マーリン：王様の剣にいる魔法使い
- リチャード・カーストン： 荒涼館（チャールズ・ディケンズ）の登場人物
- マイクロフト・ホームズ：シャーロック・ホームズの兄
- バジル・フォルティ：フォルティ・タワーズの主人公
- ワン・デイ 23年のラブストーリー」・・・デクスターがウィンチェスター・カレッジ出身という設定
- ジョン・ロレンス陸軍中佐：戦場のメリークリスマスの登場人物

## 外部リンク

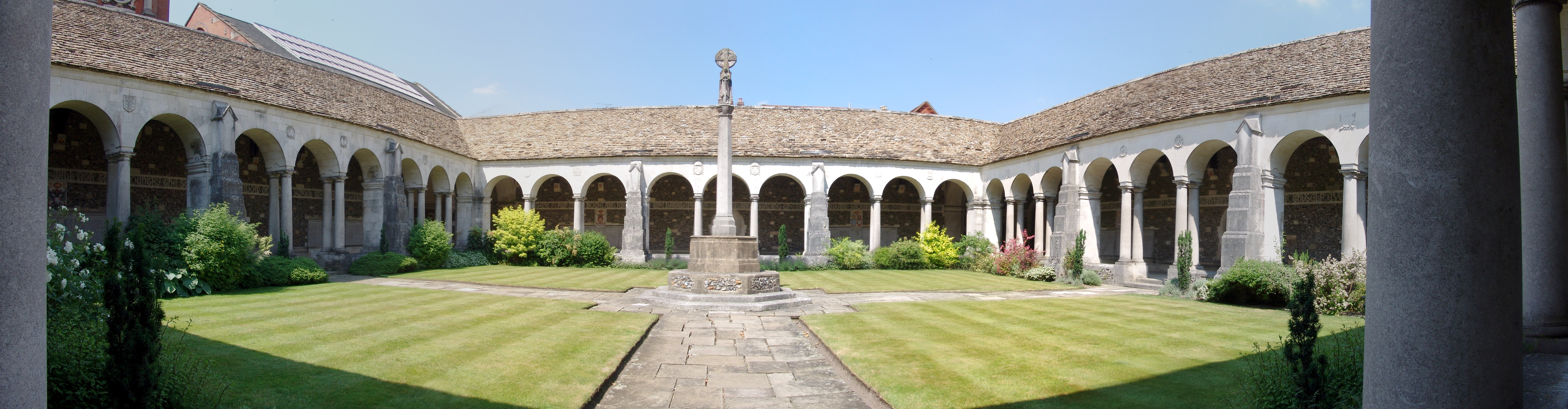
戦争祈念施設の回廊